# Буткявичюс, Альгирдас
А́льгирдас Буткя́вичюс (лит. Algirdas Butkevičius; род. 19 ноября 1958, Паэжяряй, Радвилишкский район) — литовский политик.

## Биография
В 1977 году окончил среднюю школу в Шедуве, в 1984 году — Вильнюсский инженерно-строительный институт, в 1998 году — Литовскую академию управления. Также повышал квалификацию в Каунасе, университетах Дании и США. Работал в Вилкавишкисе в сфере строительства и архитектуры, в 1991 году стал заместителем начальника Вилкавишкисской управы по вопросам экономики и финансов, в 1995—1996 — директор по маркетингу компании AB Vilkasta.
Член КПСС в 1985—1988 годах, в 1991 году вступил в СДПЛ, в 1995 году возглавил Вилкавишкисское отделение партии. С 1990 года — депутат местного самоуправления, в 1996 году избран в Сейм. В 2001—2004 годах работал в бюджетно-финансовом комитете.
В 2004—2005 годах был министром финансов, в 2006—2008 годах — министром транспорта и связи. В 2008—2009 годах исполнял обязанности руководителя СДПЛ, в 2009 году избран председателем на постоянной основе. В 2009 году участвовал в президентских выборах и занял второе место, собрав 162 665 (11,8 %) голосов.
После победы социал-демократов на парламентских выборах, 22 ноября 2012 года утвержден премьером. Официально вступил в должность 13 декабря.
После парламентских выборов в 2016 году, баллотировался на пост вице-спикера Сейма Литвы, но в итоге голосования не был утверждён на этот пост. Предполагается, что его однопартийцы не простили бывшему премьеру поражения правящей партии, занявшей третье место на парламентских выборах.
На парламентских выборах 2020 года возглавил список Партии зелёных Литвы и был избран. Является членом Демократической фракции «Во имя Литвы».

## Личная жизнь
Жена Янина, дочь Индре. Сын Мартин погиб в 2008 году в возрасте 25 лет, попав в ДТП..
В 2008 году Буткявичюс защитил докторскую диссертацию по экономике, которую раскритиковала депутат Сейма Литвы Аушра Малдейкене, обвинив Буткявичюса в непрофессионализме. Скандалу предшествовало резонансое заявление Буктявичюса о том, что в Литве не растут цены на продукты. Буткявичюс ссылался на данные Департамента статистики, которые, однако, говорили об обратном.

## Награды
- Медаль Балтийской ассамблеи (2017)[6]